# Molly house
Molly house var en term som användes under 1700- och 1800-talet i England för att beskriva en mötesplats för homosexuella män.  De bestod ofta av värdshus, krogar, kaffehus eller privata klubbhus, där män kunde lära känna potentiella partners.  De var inte synonyma med bordeller och det är oklart huruvida en del av dem kan ha varit det eller inte, men det förekom prostitution på en del av dem, särskilt under 1800-talet.  Manlig homosexualitet var olagligt under denna tid, och redan under 1720-talet förekom det att polisen företog räder mot mollyhusen, och dess kunder utsattes ofta för utpressning. 